# Marcin Michał Dębicki
Marcin Michał Dębicki (ur. ok. 1620 roku, zm. w 1690 roku) – podczaszy sandomierski 1648-52, chorąży sandomierski 1653-1676, podkomorzy sandomierski 1676-1690, wachmistrz żup krakowskich i bocheńskich, generał-prowiantmagister wojsk Jego Królewskiej Mości i Rzeczypospolitej, przywódca szlachty małopolskiej, dworzanin pokojowy Jego Królewskiej Mości w 1669 roku, starosta stobnicki od 1670 roku, marszałek sandomierskich sądów skarbowych w 1663 roku.
Pochodził rodziny Dębickich herbu Gryf, wyznania kalwińskiego. Był posłem na sejm konwokacyjny 1648 roku. Żonaty z Zofią z Mojkowic Krupczanką i Zofią z Oleksowa Gniewoszówną. Z Krupczanką miał syna Krzysztofa kanonika krakowskiego i sandomierskiego i Stanisława kanonika krakowskiego, córkę Helenę, żonę Michała Wąsowicza.
Jako poseł na sejm konwokacyjny 1648 roku z województwa sandomierskiego był członkiem konfederacji generalnej zawiązanej 31 lipca 1648 roku. W 1648 roku był elektorem Jana II Kazimierza Wazy z województwa sandomierskiego. Poseł sejmiku opatowskiego na sejm koronacyjny 1649 roku. Był sędzią kapturowym województwa sandomierskiego oraz starostą stobnickim. Poseł na sejm 1649/1650 roku z sejmiku opatowskiego województwa sandomierskiego. Na sejmie 1649/1650 roku wyznaczony z koła poselskiego na komisarza komisji wojskowej lubelskiej, która zająć się miała wypłatą zaległych pieniędzy wojsku. Poseł sejmiku opatowskiego na sejm 1650 roku. Po bitwie pod Beresteczkiem, jako marszałek koła generalnego (sejmiku obozowego), działając z poduszczenia Radziejowskiego oskarżył króla o zdradę przyczyniając się do odwrotu pospolitego ruszenia. Poseł na pierwszy sejm 1652 roku z województwa sandomierskiego. Bronił Radziejowskiego na pierwszym sejmie 1652 (zerwanym). Poseł sejmiku opatowskiego na sejm zwyczajny i sejm nadzwyczajny 1652 roku, sejm 1653, 1654 (II), 1655, 1658, 1659, 1661, 1662, 1664/1665, sejm 1668 roku (nadzwyczajny) i sejm abdykacyjny 1668 roku. Zerwał pierwszy (przedabdykacyjny) sejm 1668 roku. Deputat sądu skarbowego województwa sandomierskiego w 1658 roku. Na sejmie abdykacyjnym jako poseł województwa sandomierskiego 16 września 1668 roku podpisał akt potwierdzający abdykację Jana II Kazimierza Wazy.
W 1669 roku był elektorem Michała Korybuta Wiśniowieckiego z województwa sandomierskiego, podpisał jego pacta conventa. Według pogłosek jako pierwszy krzyknął 19 czerwca 1669 roku na polu elekcyjnym „Vivat rex Michael”, 
Jako poseł na sejm konwokacyjny 1674 roku z województwa sandomierskiego był członkiem konfederacji generalnej zawiązanej 15 stycznia 1674 roku na tym sejmie. Elektor Jana III Sobieskiego z województwa sandomierskiego w 1674 roku. Poseł na sejm koronacyjny 1676 roku.